# یخ‌ماهی‌ها (سرده)
رشته‌ماهی‌ها (نام علمی: Salanx) نام یک سرده از تیره یخ‌ماهیان است.